# Большой Бохот
Большой Бохот — опустевшая деревня в Пеновском районе Тверской области.

## География
Находится в западной части Тверской области на расстоянии приблизительно 42 км на северо-запад по прямой от районного центра поселка Пено.

## История
Деревня была показана на карте 1825 года. В 1859 году здесь (деревня Осташковского уезда) было учтено 14 двора. До 2020 года входила в Рунское сельское поселение Пеновского района до их упразднения.

## Население
Численность населения: 120 человек (1859 год), 0 как в 2002 году, так и в 2010.